# フェリーちくし

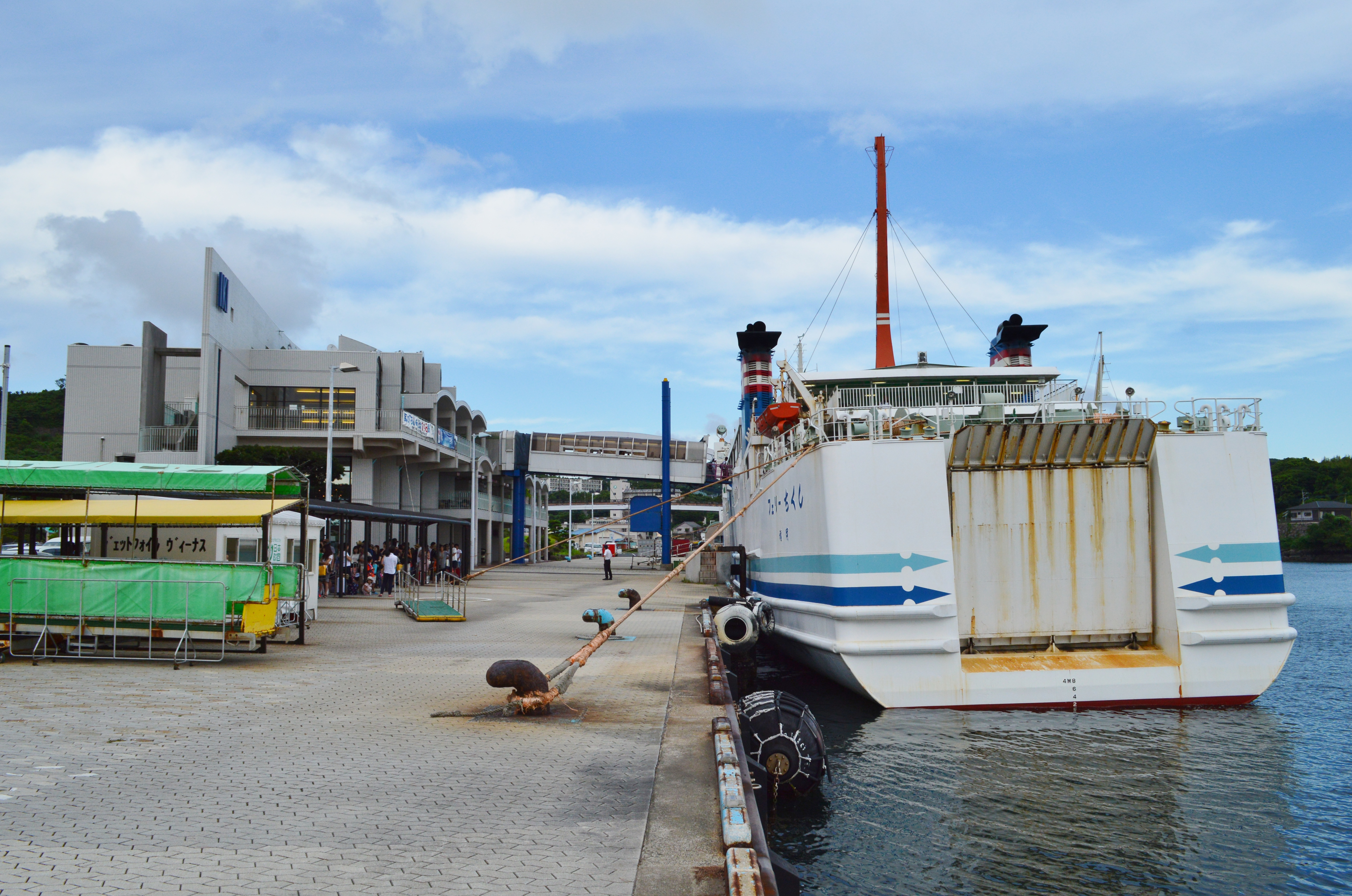
郷ノ浦港にて

フェリーちくしは、九州郵船が運航しているフェリー。

## 概要
フェリーはかたの代船として内海造船瀬戸田工場で建造され、1994年に就航した。

### 就航航路
- 博多港（博多埠頭） - 芦辺港・郷ノ浦港（壱岐） - 厳原港（対馬）

フェリーきずなと2隻で運航する。通常ダイヤでは、それぞれ対馬行（壱岐経由）と壱岐行を1往復ずつ運航するが、本船は芦辺港を発着する便に配船されている。

## 設計
船体は4層構造で、上部から操舵室およびスカイラウンジ、旅客区画（一等・2等指定）および乗組員区画、旅客区画（二等）、車両甲板となっている。

## 船内

### 船室
- 1等
- 2等指定
- 2等

### 設備
パブリックスペース
- 案内所
- エントランス
- スカイラウンジ

供食・物販設備
- 自動販売機

就航当初は売店・軽食コーナーが設置されていたが撤去された。
娯楽設備
- ゲームコーナー

## 事故・インシデント

### 芦辺港での乗り揚げ
2013年4月11日、2時17分ごろ、博多港から芦辺港を経由して厳原港へ向かっていた本船は、芦辺港に入港する際、芦辺港南防波堤灯台の西北西約570メートルの地点で浅所に乗り揚げた。乗り揚げた際、衝撃はほとんどなく浸水も確認されなかったことから、自力離礁を試み、3時5分ごろ離礁して着岸した。事後の検査で船体中央部の船底に軽微な擦過傷が確認された。事故発生当時の天候は晴で、風速約14メートル毎秒の西の風が吹いていた。
事故原因は、本船が風の影響を考慮して通常より西側に針路をとったところ、港内に生じていた海図に記載されていない浅所に乗り揚げたためであった。芦辺港は谷江川の河口付近にあり、谷江川により運ばれた泥が堆積して乗揚箇所の水深が-3.5メートルとなっていたことが、海上保安庁の測量により判明した。事故後、芦辺港を管理する長崎県壱岐振興局により港内の浚渫が行われた。

### 芦辺港での岸壁への衝突
2014年4月1日、15時51分ごろ、博多港から芦辺港へ向かっていた本船は、芦辺港のフェリー岸壁に接岸する際、船首が車両用可動橋東側の岸壁に衝突した。衝突により本船は船首外板に凹損を生じ、岸壁は転落防止柵が曲損、縁部に擦過傷を生じた。事故原因は、操船が不適切で、前進の行きあしを停止するため微速力後進をかけたものの、後進推力が弱く行きあしが残ったため、とされた。